# Messier 103
Messier 103 (znana również jako M103 lub NGC 581) – gromada otwarta znajdująca się w gwiazdozbiorze Kasjopei. Odkrył ją Pierre Méchain w kwietniu 1781 roku. Ulokowana w odległości około 1° na północny wschód od gwiazdy Ruchbah. Da się ją łatwo odnaleźć i obserwować już za pomocą zwykłej lornetki (jej jasność względna to 7,4m).
Gromada jest bardzo młoda (jej wiek szacuje się na około 25 milionów lat) i bardzo liczna, złożona z kilku tysięcy gwiazd. Jednocześnie jest to jedna z najbardziej oddalonych od Ziemi spośród znanych gromad otwartych (od 8000 do 9500 lat świetlnych). Obiekt o jasności około 7,5m dominujący w polu gromady to gwiazda Struve 131 (HD 9311) w rzeczywistości nie należąca do gromady, lecz jest to przypadkowo leżący na jej tle, znacznie bliższy, układ wielokrotny gwiazd.